# Skälsgöl (Hallingebergs socken, Småland)
Skälsgöl är en sjö i Västerviks kommun i Småland och ingår i Botorpsströmmens huvudavrinningsområde.